# پارک ملی سیرا د لاس کیخاداس
پارک ملی سیرا د لاس کیخاداس (اسپانیایی: Parque Nacional Sierra de las Quijadas‎) یک پارک ملی در شمال غربی استان سان لوئیس آرژانتین است. در ۱۰ دسامبر ۱۹۹۱، برای محافظت از ویژگی‌های طبیعی به نمایندگی از مناطق بوم‌شناختی نیمه‌خشک چاکو وهایت مونت تأسیس شد.

## اقلیم
در سان لوئیس، بوم‌مرز بین کوه‌ها و چاکو واقع شده‌است. ایزوهیت و حدود ۸۰۰٬۰۰۰ هکتار (۲٬۰۰۰٬۰۰۰ جریب فرنگی) را پوشش می‌دهد. آب و هوای منطقه نیمه خشک است و با تغییرات شدید دمایی اعم از فصلی و روزانه مشخص می‌شود. میانگین حداکثر دمای سالانه ۲۴٫۴ درجه سلسیوس (۷۶ درجه فارنهایت) است، در حالی که حداقل ۱۰٫۷ درجه سلسیوس (۵۱ درجه فارنهایت) است. میانگین دمای سالانه ۱۳٫۷ درجه سلسیوس (۵۷ درجه فارنهایت) است.  حداکثر میانگین دمای ماهانه برای ماه ژانویه ۳۱ درجه سلسیوس (۸۸ درجه فارنهایت) است و حداقل برای ماه جولای ۳٫۱ درجه سلسیوس (۳۸ درجه فارنهایت) است. مقدار متوسط رطوبت نسبی بین ۴۸ درصد در ماه اوت تا سپتامبر تا ۶۴ درصد در ماه آوریل تا ژوئن متغیر است. میانگین سالانه ۵۵ درصد است. بارندگی در طول سال کمیاب و به‌طور نابرابر توزیع شده‌است. دو فصل وجود دارد: خشک در زمستان و مرطوب از اواخر بهار تا اوایل پاییز.

## زمین‌شناسی
سیرا د لاس کیخاداس در حوضه سان لوئیس واقع شده‌است که سطح آن از برون‌زدهای رسوبی، دگرگونی و آذرین در اعصار مختلف تشکیل شده‌است.  این حوضه از شرق به سیرا د سان لوئیس محدود می‌شود، در حالی که از غرب این حوضه به‌طور زیرسطحی به حوضه‌های تریاس استان‌های مندوزا و سان خوان متصل است. در شمال، حوضه تا ماریاس د سان خوآن امتداد دارد. این یک ساختار تاقدیس، تقریباً بیضی شکل است که محور اصلی آن به صورت نصف النهار است.